# Liste der geschützten Landschaftsbestandteile im Landkreis Augsburg
Im Landkreis Augsburg gab es im April 2024 insgesamt 19 ausgewiesene geschützte Landschaftsbestandteile.

## Geschützte Landschaftsbestandteile
| 2 Kastanienbäume am Gemeindeverbindungsweg Blankenburg-Ortlfingen, 200 m außerhalb der Ortschaft Blankenburg     | BW | LB-01564 | Nordendorf                                 | ⊙ |      | 8. Mai 1939   |
| Bahngrube westl. von Herbertshofen                                                                               |    | LB-01436 | Meitingen                                  | ⊙ | 1,19 | 23. Sep. 1988 |
| Bahnhofswäldchen Gersthofen                                                                                      |    | LB-01687 | Gersthofen Verordnung der Stadt Gersthofen | ⊙ | 0,46 |               |
| Baumbestand | BW | LB-01566 | Stadtbergen                                | ⊙ | 0,24 | 5. Nov. 1981  |
| Baumbestand (Eserpark)                                                                                           | BW | LB-01565 | Stadtbergen                                | ⊙ | 0,36 | 6. Okt. 1976  |
| Baumbestand beim Bollenweidenhölzle                                                                              |    | LB-01553 | Biberbach Zwei Teilflächen:                | ⊙ | 0,46 | 4. Okt. 1988  |
| Baumbestand innerhalb der aufgelassenen Kiesgrube der Gemeinde Baiershofenam Weg Altenmünster-Baiershofen        | BW | LB-01551 | Altenmünster                               | ⊙ | 0,30 | 8. Mai 1939   |
| Dochgruben | BW | LB-01559 | Gablingen                                  | ⊙ | 5,02 | 8. Okt. 1986  |
| Eiche | BW | LB-01563 | Neusäß                                     | ⊙ |      | 29. Okt. 1979 |
| Eichenhain am Kellerberg                                                                                         | BW | LB-01557 | Dinkelscherben                             | ⊙ | 0,11 | 7. Apr. 1982  |
| Eine Eiche |    | LB-01438 | Thierhaupten                               | ⊙ |      | 30. Okt. 1981 |
| Fünf Eschen in Königsbrunn                                                                                       | BW | LB-01562 | Königsbrunn                                | ⊙ |      | 20. Sep. 1988 |
| Gesamter Baum- und Strauchbestand am Hang, nordöstlich vom neuen Friedhof in Biberbach, an der Kohlstatt genannt |    | LB-01554 | Biberbach Zwei Teilflächen:                | ⊙ | 0,40 | 8. Mai 1939   |
| Grünbestand am Kapellenberg                                                                                      | BW | LB-01615 | Bonstetten                                 | ⊙ | 0,24 | 26. Mai 1993  |
| Grünbestand beim ehemaligen Forsthaus Streitheim                                                                 | BW | LB-01443 | Zusmarshausen                              | ⊙ |      | 26. Mai 1993  |
| Lehmgrube (Sekundärbiotop) südwestlich von Lützelburg                                                            | BW | LB-01560 | Gablingen                                  | ⊙ | 6,91 | 29. Okt. 1986 |
| Lindenallee bei Dietkirch                                                                                        | BW | LB-01561 | Gessertshausen                             | ⊙ | 1,05 | 8. Okt. 1987  |
| Schmutteraltwasser bei den Riedwiesen                                                                            |    | LB-01555 | Diedorf                                    | ⊙ | 0,92 | 19. Feb. 1988 |
| Südl. Teil des Kreuzberges bei Thierhaupten                                                                      |    | LB-01439 | Thierhaupten                               | ⊙ | 1,82 | 31. Juli 1992 |
| Legende für Geschützter Landschaftsbestandteil                                                                   |    |          |                                            |   |      |               |

## Ehemalige geschützte Landschaftsbestandteile
| Ehemalige Sandgrube mit Brutkolonie der Uferschwalbe | BW | LB-01556 | Dinkelscherben untergegangen | ⊙ | 0,17 | 9. Jan. 1989 |
| Linde und vier Birken an der Kapelle                 |    | LB-01552 | Biberbach                    | ⊙ |      |              |
| Vier Fichten                                         | BW | LB-01558 | Emersacker                   | ⊙ | 0,06 |              |
| Legende für Geschützter Landschaftsbestandteil       |    |          |                              |   |      |              |